# Drac de na Coca

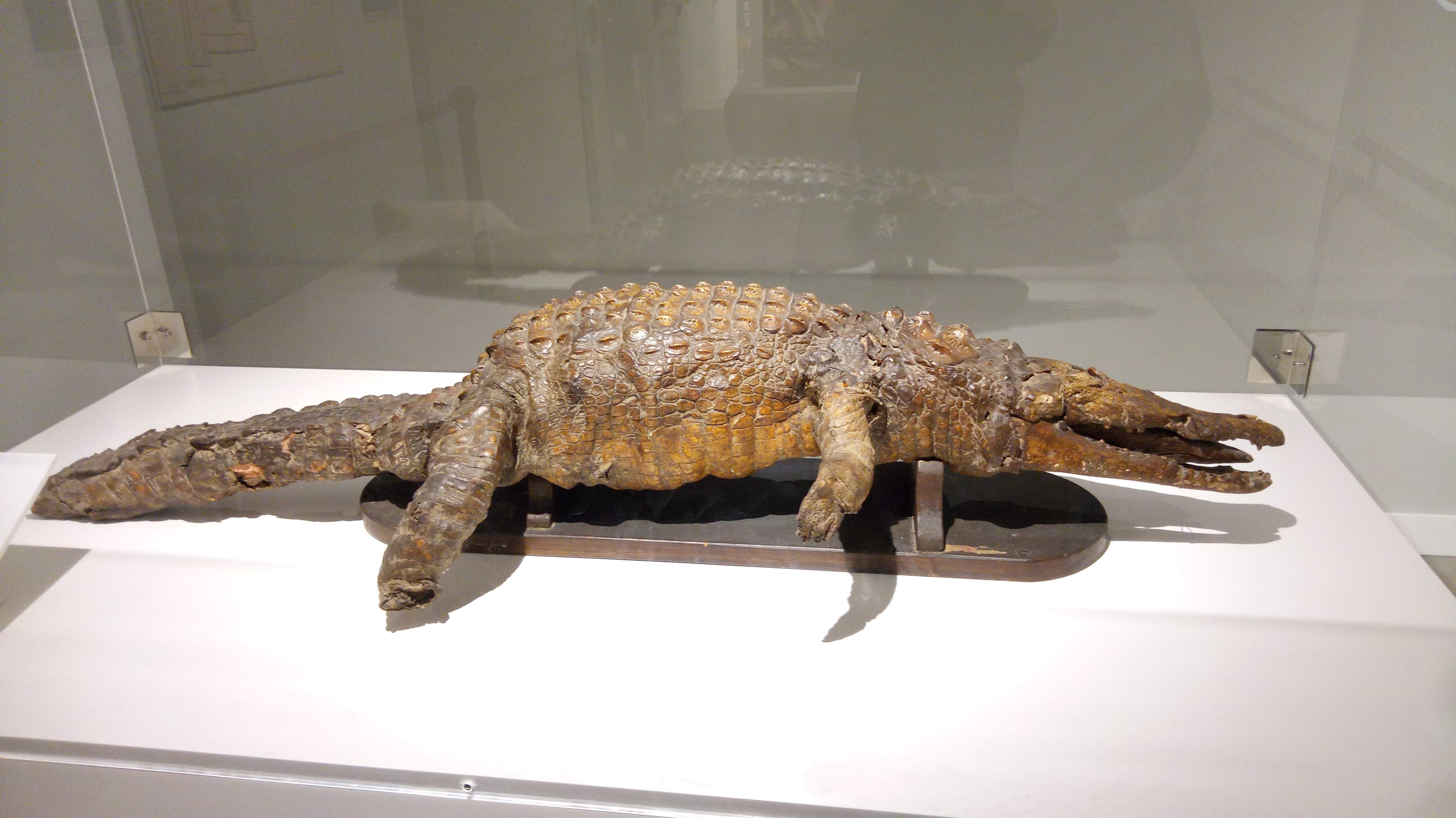
El Drac de na Còca al Museu d'Art Sacre de Mallorca

El Drac de na Còca (pronunciat [ˈkɔ.kə]) és un cocodril dissecat que forma part de les col·leccions del Museu d'Art Sacre de Mallorca, on s'exposa juntament amb una reproducció de plàstic per a fer-lo més accessible a les persones invidents. Segons la llegenda, l'animal arribà en un vaixell mercant al segle xvii a la ciutat de Mallorca i es passejava a les nits atemorint els seus habitants; el governador d'Alcúdia, Bartomeu Coc, el matà, i la família en dissecà i conservà el cos.
Es tracta d'una llegenda molt popular, nascuda el segle xix i popularitzada el segle xx per nombrosos escriptors i artistes. Malgrat tot, es tracta d'una història etiològica, inventada pel poble per explicar l'origen del cocodril, que al segle xix, cada any, dia 31 de desembre, la família Rosselló, propietària de l'animal dissecat, exposava al portal de casa seva.

## Llegenda

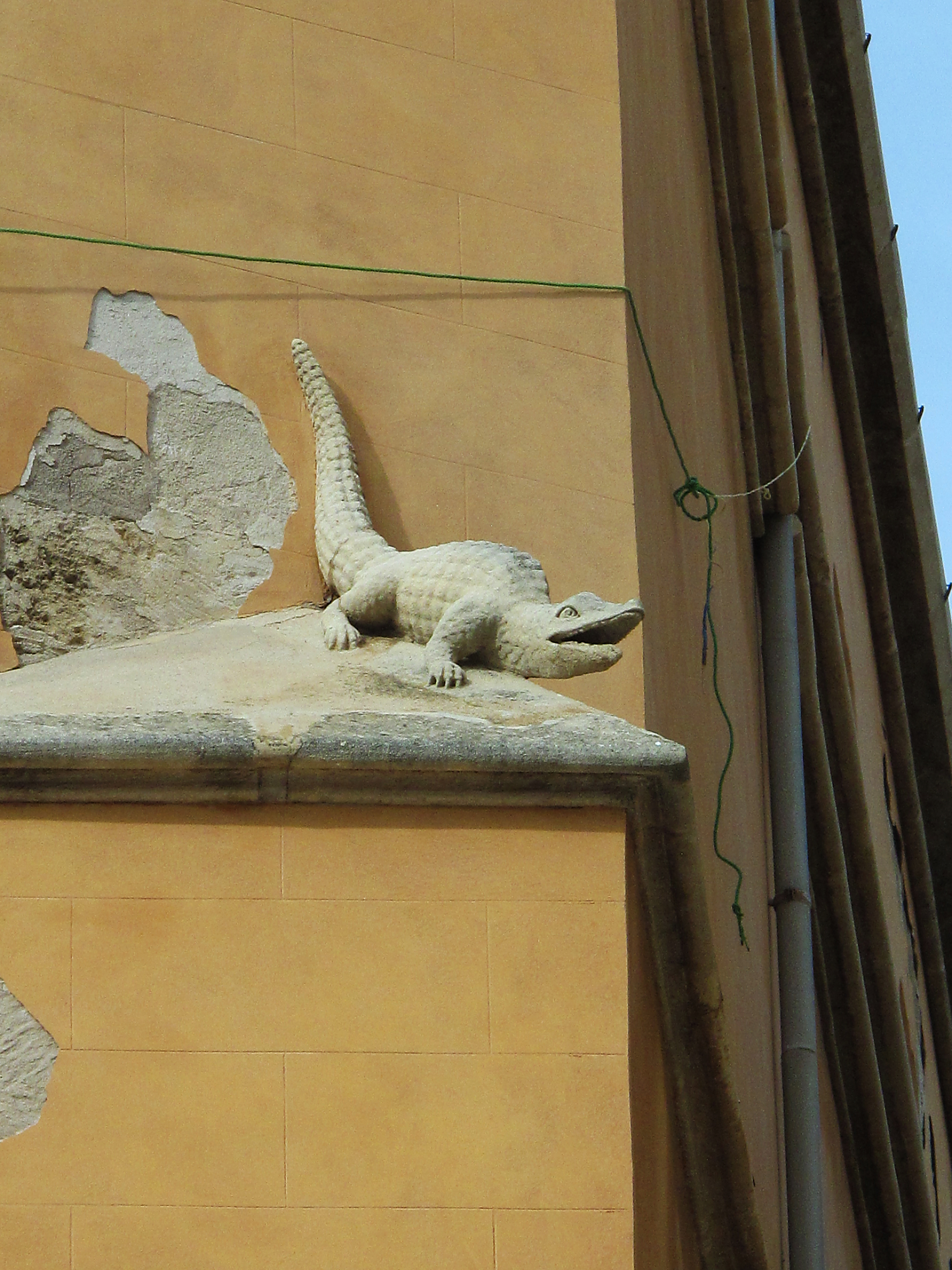
Detall escultòric d'un petit drac al carrer del Palau, davant el Mirador, segurament inspirat en el Drac de na Còca

La llegenda conta que cap al segle xvii va arribar a Mallorca un cocodril en un vaixell mercant. El cocodril sobrevisqué per les clavegueres de la ciutat atemorint la població, que l'arribà a qualificar de drac. Un dia, l'any 1676, mentre Bartomeu Coc s'anava a trobar amb la seva parella, Catalina Rosselló, al carrer de la Portella, va aparèixer el drac; el cavaller, per defensar la dama, va treure l'espasa i el va matar allà mateix. Aleshores, el cavaller Coc el va oferir a la seva parella, na Còca ('esposa d'en Coc'), com a prova del seu amor.

## Història
La llegenda, raonablement difosa o modificada pel polígraf Joaquim Maria Bover i de Rosselló, que pertanyia a la família propietària del Drac, pretén que el monstre, que no era un drac fantàstic sinó un cocodril, arribà per mar dins qualque vaixell mercant i sobrevisqué durant uns mesos per les clavegueres de la ciutat, atemorint la població. Després de la gesta, Bartomeu Coc, governador d'Alcúdia, i la seva promesa, Catalina Rosselló, es casaren, però el matrimoni no tengué fills i els béns dels Coc, entre els quals, pretesament, el cocodril dissecat, passaren als Rosselló. La família hauria mantengut l'animal a casa seva al llarg de les generacions, exposant-lo als visitants el dia 31 de desembre de cada any. Finalment, el segle xx, Francesc Rosselló Miralles el cedí al Museu Diocesà de Mallorca, antecedent de l'actual Museu d'Art Sacre de Mallorca.
La realitat és, però, que primer punt històricament provat d'aquesta narració és l'exposició de l'animal dissecat el 31 de desembre de cada any a la casa dels Rosselló, que era situada a la plaça de Santa Eulàlia. Zaforteza Musoles dona testimoni d'aquesta tradició en un text que data de 1718 i diu que en aquella casa «se acostumava cada any, en lo dia de Sant Silvestre y Santa Coloma, a traurer el Drach». El primer esment a la llegenda prové de l'esmentat Bover, que era Rosselló per part de mare: és ell qui ofereix el context històric al relat fantàstic, situant cronològicament el cavaller Bartomeu Coc, governador d'Alcúdia, i indicant com la seva viuda, Catalina Rosselló, heretà els seus béns. Contràriament, el mateix Bover, al Nobiliario Mallorquín (1850), diu que, a la mort sense fills de Bartomeu Coc el 1677, heretà els seus béns, Drac inclòs, la seva esposa Catalina Costa, i que fou en les segones núpcies d'aquesta amb Francesc Rosselló que el Drac passà als Rosselló. En qualsevol cas, el paper de Bover en la forma actual de la llegenda sembla clar.
Tant Llompart com Quintana fan notar que, amb la Conquesta d'Amèrica i el contacte amb nous territoris exòtics, afavorí el comerç i el col·leccionisme d'animals estranys embalsamats. El cocodril era considerat un animal exòtic, sovint confós amb el drac, i apreciat com a objecte de col·leccionisme, i era habitual als gabinets de curiositats (com el que existí a Can Formiguera de Palma) i també a les esglésies. L'aparició ocasional d'aquests «monstres» evocava al poble una connexió amb el món mitològic dels bestiaris fantàstics i afavorí el sorgiment de llegendes etiològiques per explicar l'origen de l'animal, com el cas de la del Drac del Coll de Canes, sorgit a partir de l'exposició d'un llangardaix a l'església de Sant Eudald, o la del Drac de Vilardell, sorgida a partir d'un relleu d'un drac a la Catedral de Barcelona. Llompart afegeix una llista de cocodrils i caimans exposats en esglésies, convents i altres llocs públics (en el Claustre dels Llangardaixos a Montserrat, a la catedral de Sevilla, penjat a la porta de la Catedral de Toledo, i fins i tot l'esquelet d'una balena a l'església de Pollença al segle xv).
Així doncs, l'origen real del «drac» de na Còca seria més aviat el d'un cocodril dissecat comprat com a objecte de col·leccionisme per qualcú de la família Rosselló. L'exposició de l'animal exòtic davant el poble any rere any afavorí el naixement de la llegenda, que nasqué i circulà oralment entre els palmesans del segle xix fins a mitjan segle xx.

## Literatura i cultura popular

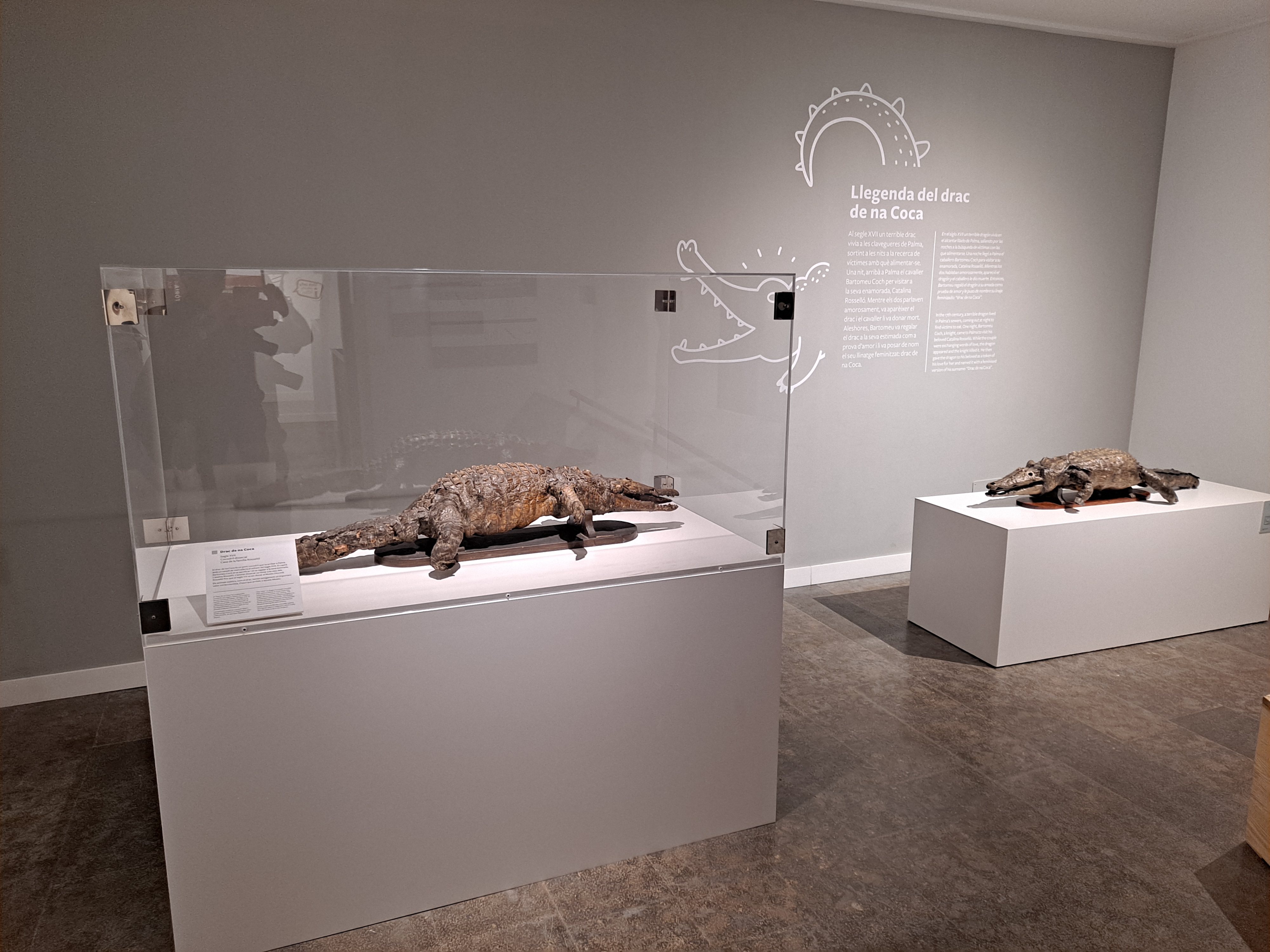
Espai dedicat al drac de na Còca al Museu d'Art Sacre de Mallorca (Original i reproducció)

Els primers texts d'autor que narren o esmenten la llegenda apareixen a final del segle xix: el poema La Colcada (1863), de Pere Penya, l'esmenta amb el terme «drac», però només fa referència a l'exposició de l'animal a Can Rosselló; el poema Es drac de Na Coca (1870), de Bartomeu Ferrà, que ja fa referència a la llegenda completa; i un breu article (1873) de Miquel Bonet a la Revista Balear de Literatura, Ciencias y Artes. Posteriorment, conten també la llegenda Elvir Sans, en un conte intitulat «Mort l'ha en Coch», i Josep Maria Tous i Maroto, en un article al diari La Almudaina titulat «El Dragón fantasma» aparegut el maig de 1943 i reproduït al primer tom de la seva Obra selecta (1950).
Maria del Mar Bonet li va dedicar una cançó, amb lletra de Gabriel Janer Manila, inclosa al seu àlbum Bon viatge faci la cadernera (1990).
Més recentment la llegenda del Drac de na Còca s'ha reproduït en contes tals com El drac de na Coca, de Gabriel Sabrafin (2006) o El secret del drac de na Coca de Vera Frau (2019).
L'any 2011 la figura del Drac de na Còca es va incorporar al bestiari popular de Palma i participa en els correfocs de les festes de Sant Sebastià o Sant Joan.